# Яструб тасманійський
Яструб тасманійський (Accipiter novaehollandiae) — хижий птах роду яструбів родини яструбових ряду яструбоподібних.

## Опис

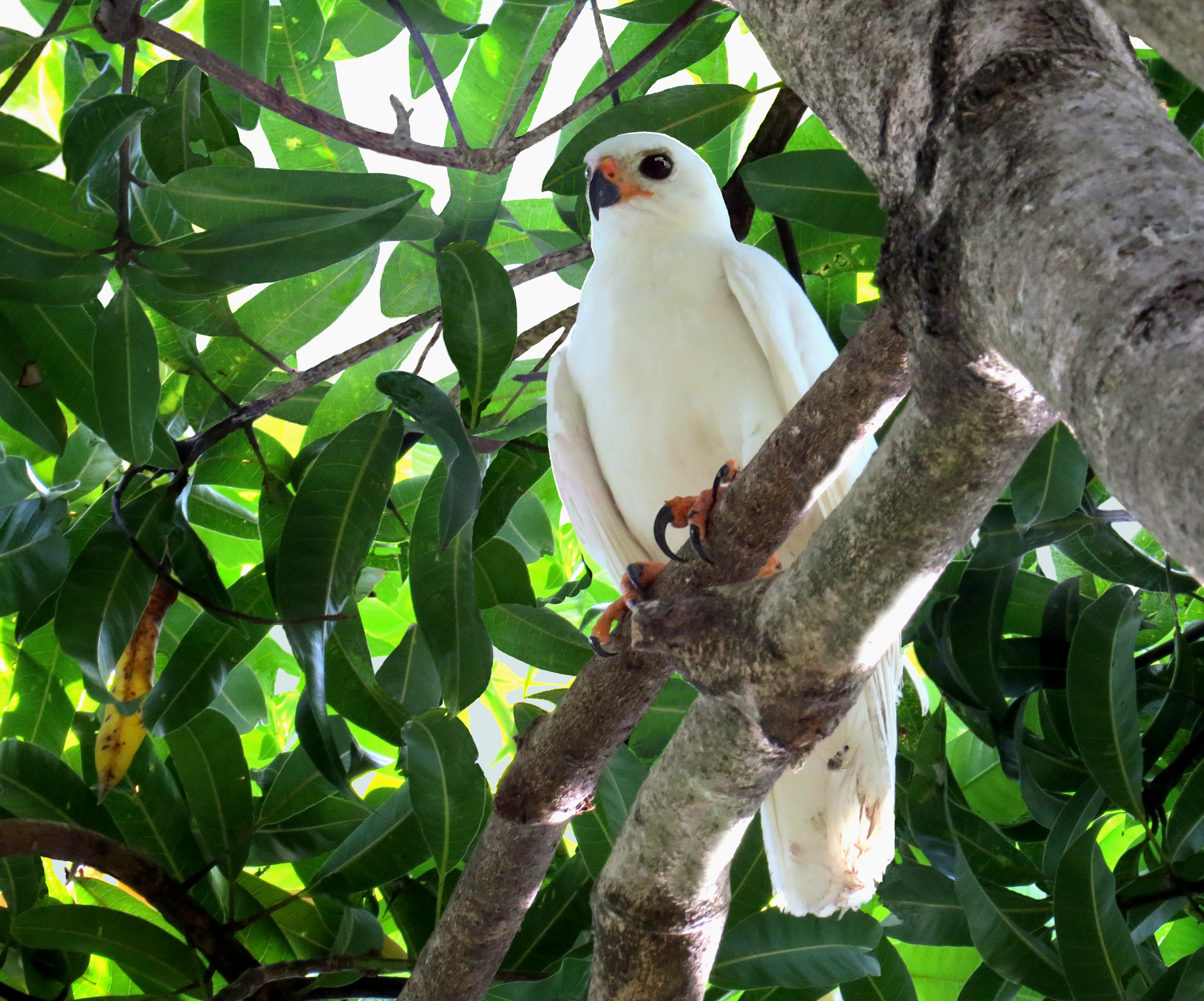
Біла морфа

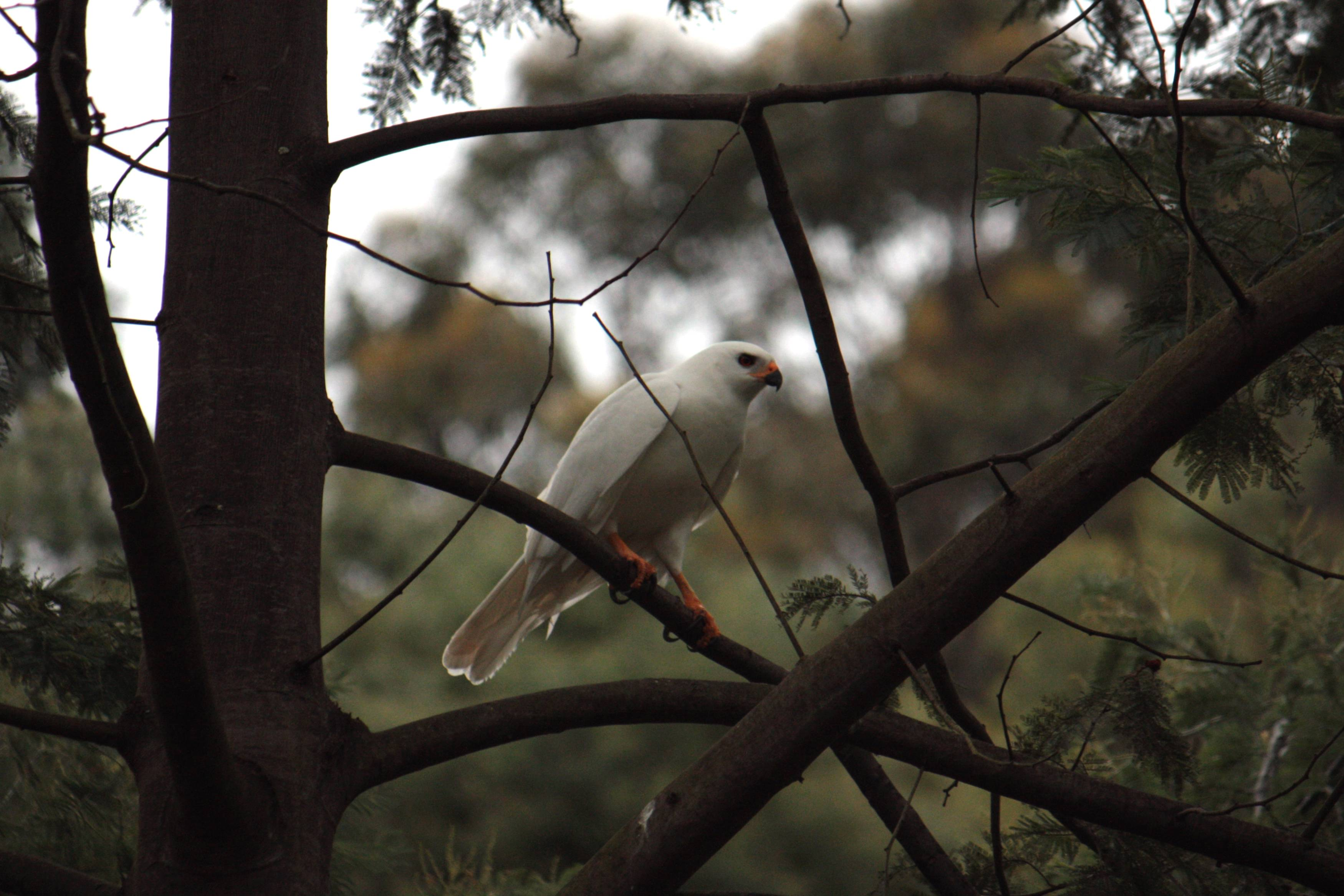
Біла морфа

Тасманійський яструб є найбільшим яструбом Австралії. Його довжина становить 40–55 см, розмах крил 70–110 см. Самки набагато більші за самців, в середньому вони важать 720 г (хоча трапляються екземпляри вагою 90 г), тоді як самці в середньому важать 355 г.
Виділяють дві морфи тасманійського яструба: сіру і білу. Сіра морфа має блідо-сіру голову і спину, темні кінці крил, сіру смугу на грудях і хвості, білу нижню частину тіла. Біла морфа повністю білосніжна. Лапи в обох морф жовті.

## Поширення
Тасманійський яструб мешкає біля берегів північної, східної й південно-східної Австралії, на Тасманії, іноді на заході Австралії. Підвидів не виявлено. Раніше виділяли близько 20 підвидів, що мешкали на островах Океанії, зокрема на Соломонових островах і на Новій Гвінеї, однак вони були виділені в окремий вид Accipiter hiogaster.
Тасманійські яструби віддають перевагу густим тропічним лісам і узліссям.

## Раціон
Тасманійські яструби полюють на різноманітну здобич: на ссавців, таких як кролики й кажани, на рептилій і комах. Однак найчастіше здобиччю виступають птахи. Орнітологи помітили, що самці зазвичай поллють на невеликих птахів, тоді як здобич самок більша за розмірами — куравонги, великоноги і навіть чаплі. Поширеною здобиччю є голуби та папуги. Дослідження вказують на те, що тасманійський яструб не такий спритний, як бурий яструб, що мешкає поряд, однак сильніший, і тому полює на більшу здобич.

## Розмноження
Тасманійські яструби утворюють постійні пари. Обидві морфи вільно схрещуються між собою. Розмножуються птахи з липня по грудень. Будують гнізда з гілок і заглибиною в центрі, обрамлені зеленим листям. Кладка складається з 2–3 яєць, які насиджуються 35 днів. Через 35–40 днів пташенята покриваються пір'ям.
Самка висиджує яйця і годує пташенят, тоді як самець полює.

## Збереження
МСОП вважає цей вид таким, що не потребує особливого захисту. Це численний і поширений птах, хоча популяція його. імовірно, зменшується.

## Галерея

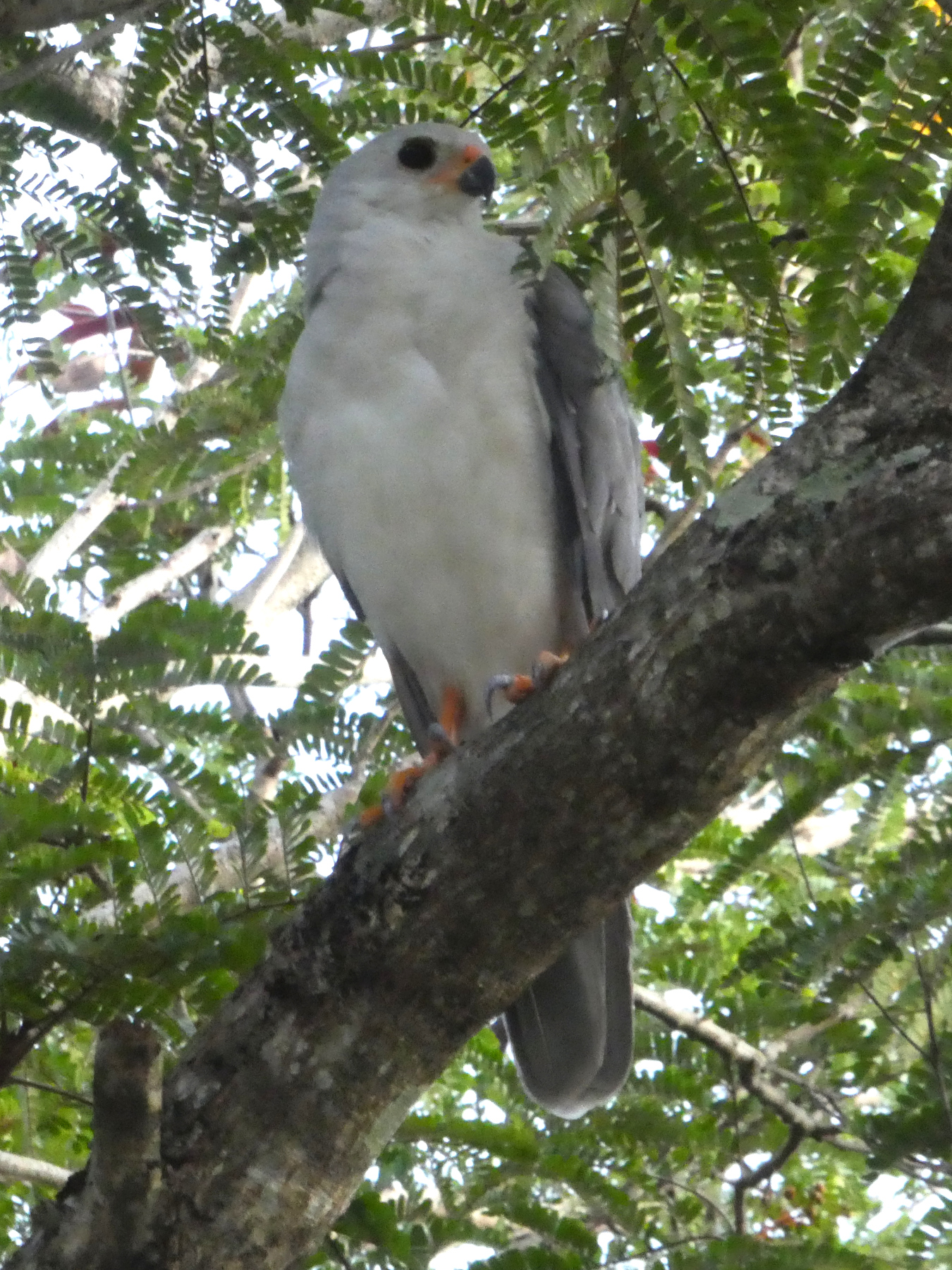
Тасманійський яструб у передмісті Кернса, Квінсленд, Австралія
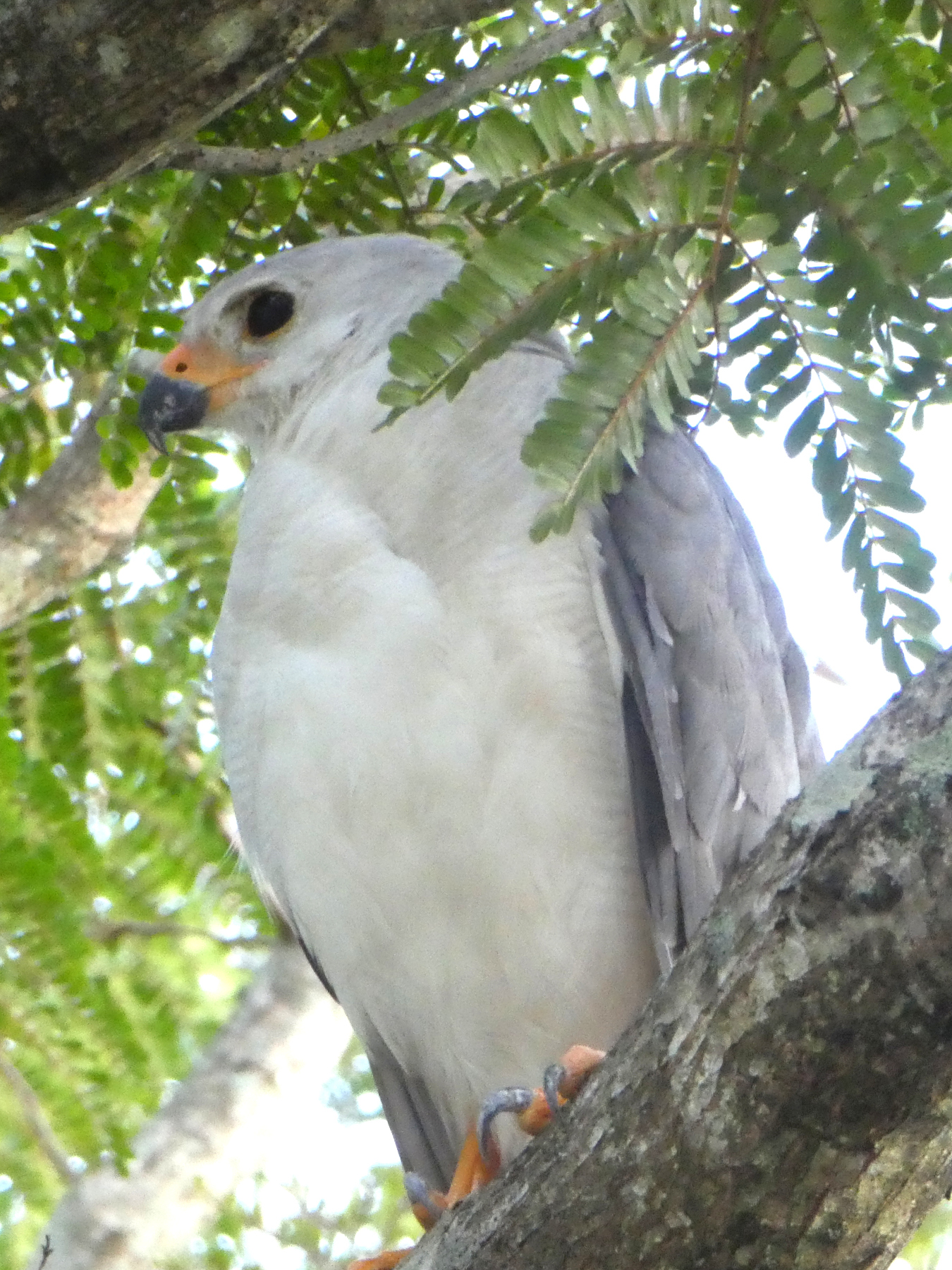
Тасманійський яструб у передмісті Кернса, Квінсленд, Австралія
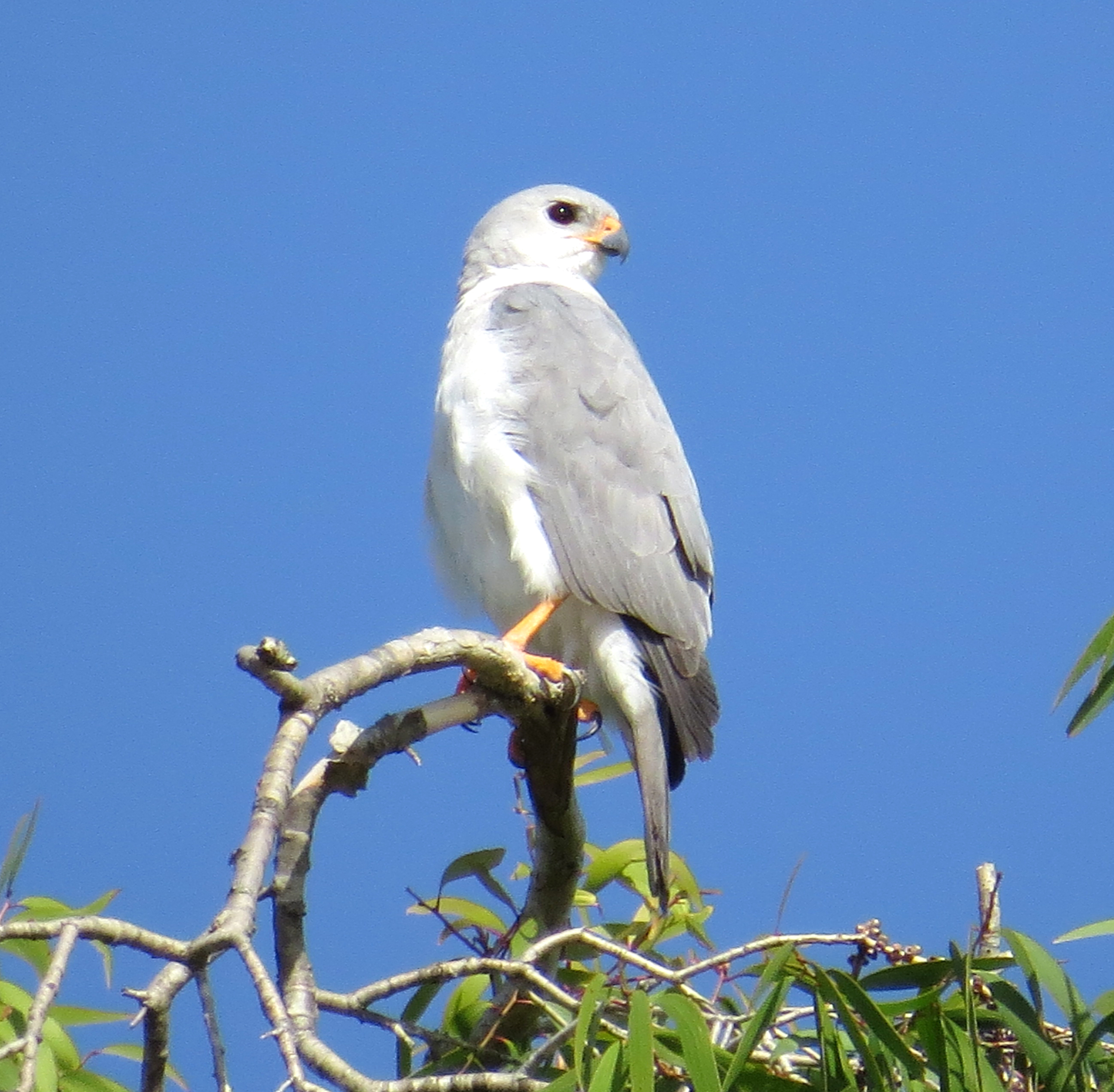
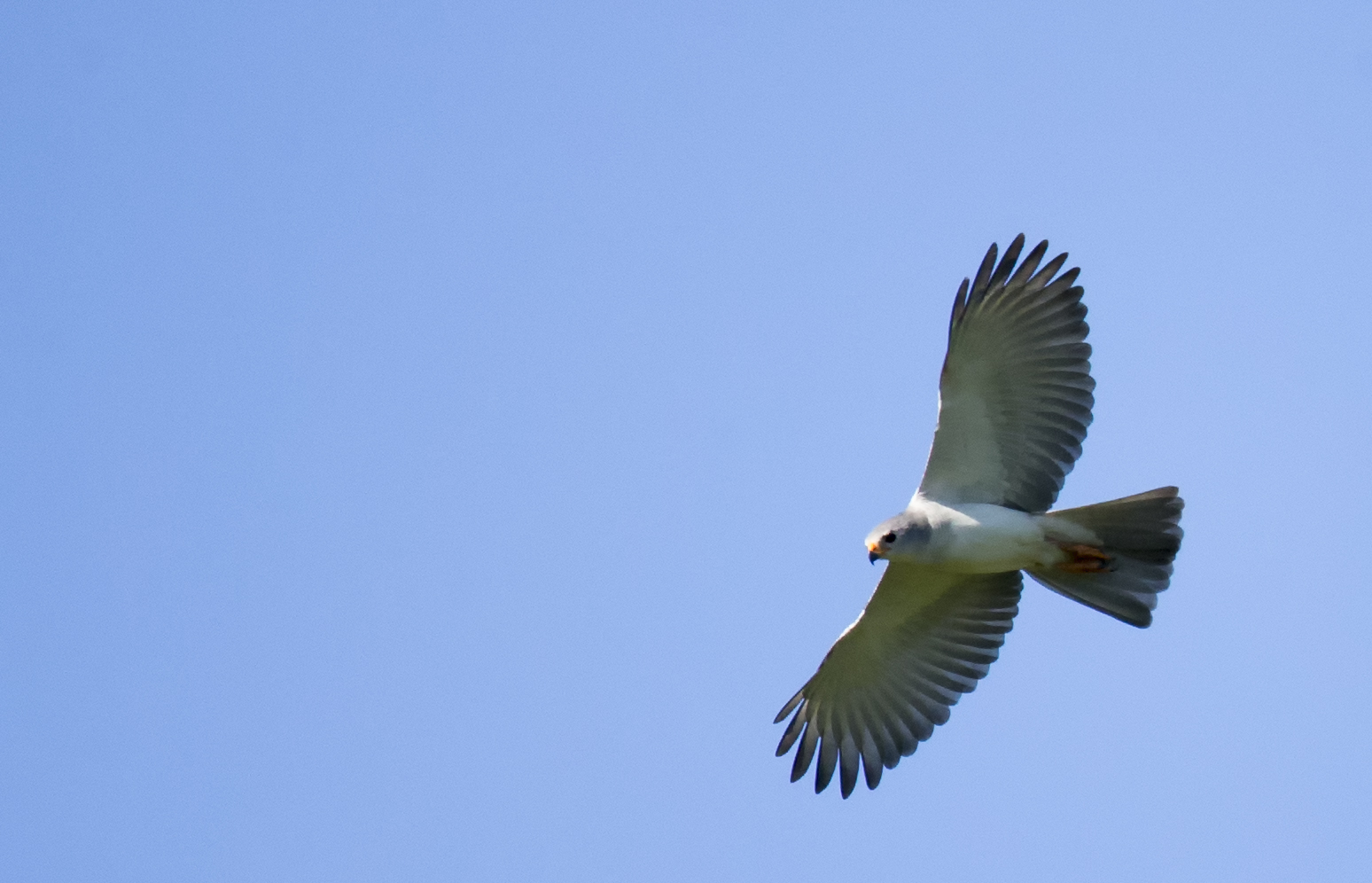
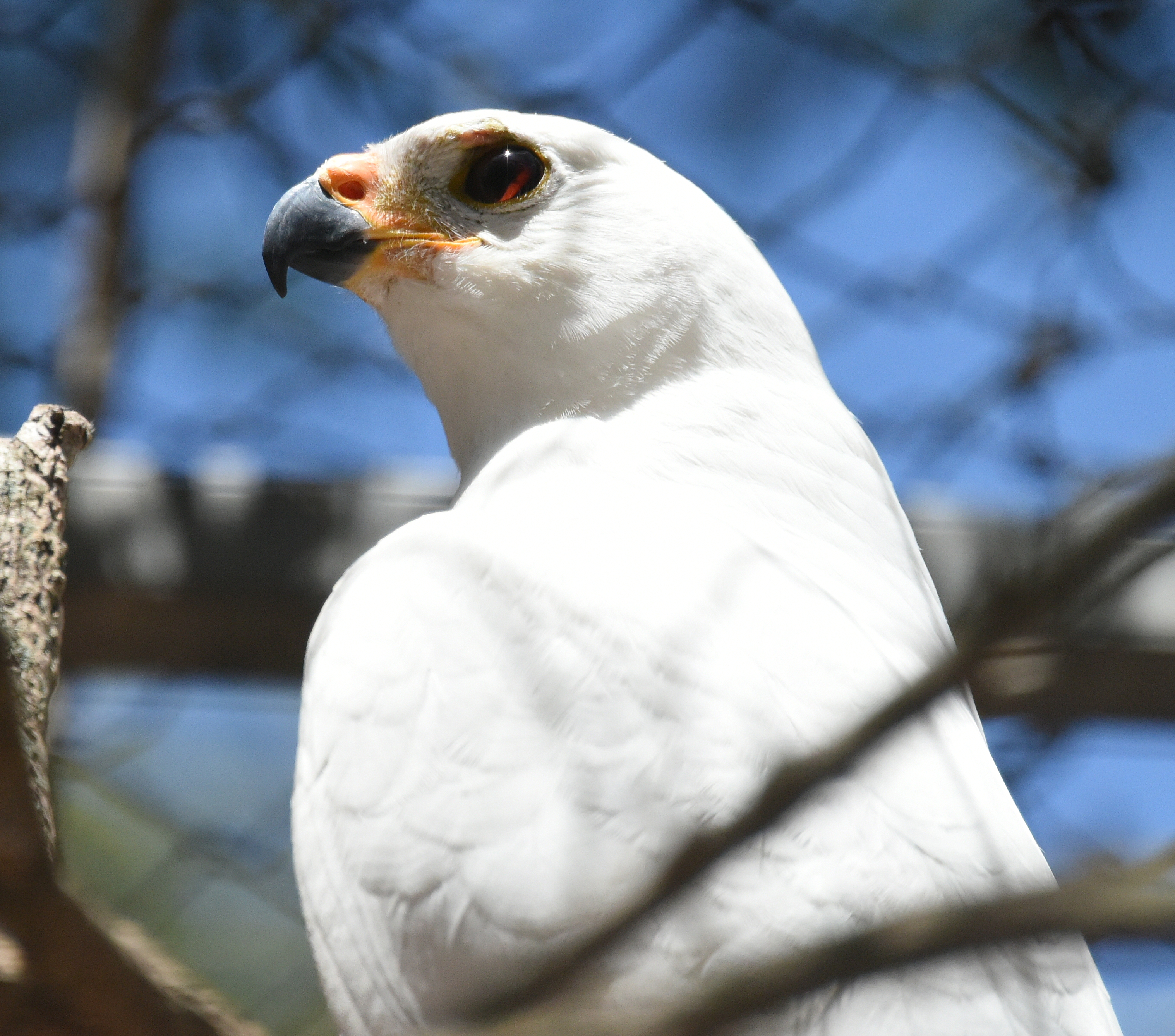
Біла морфа